# 산 프란체스코 교회 (산마리노)

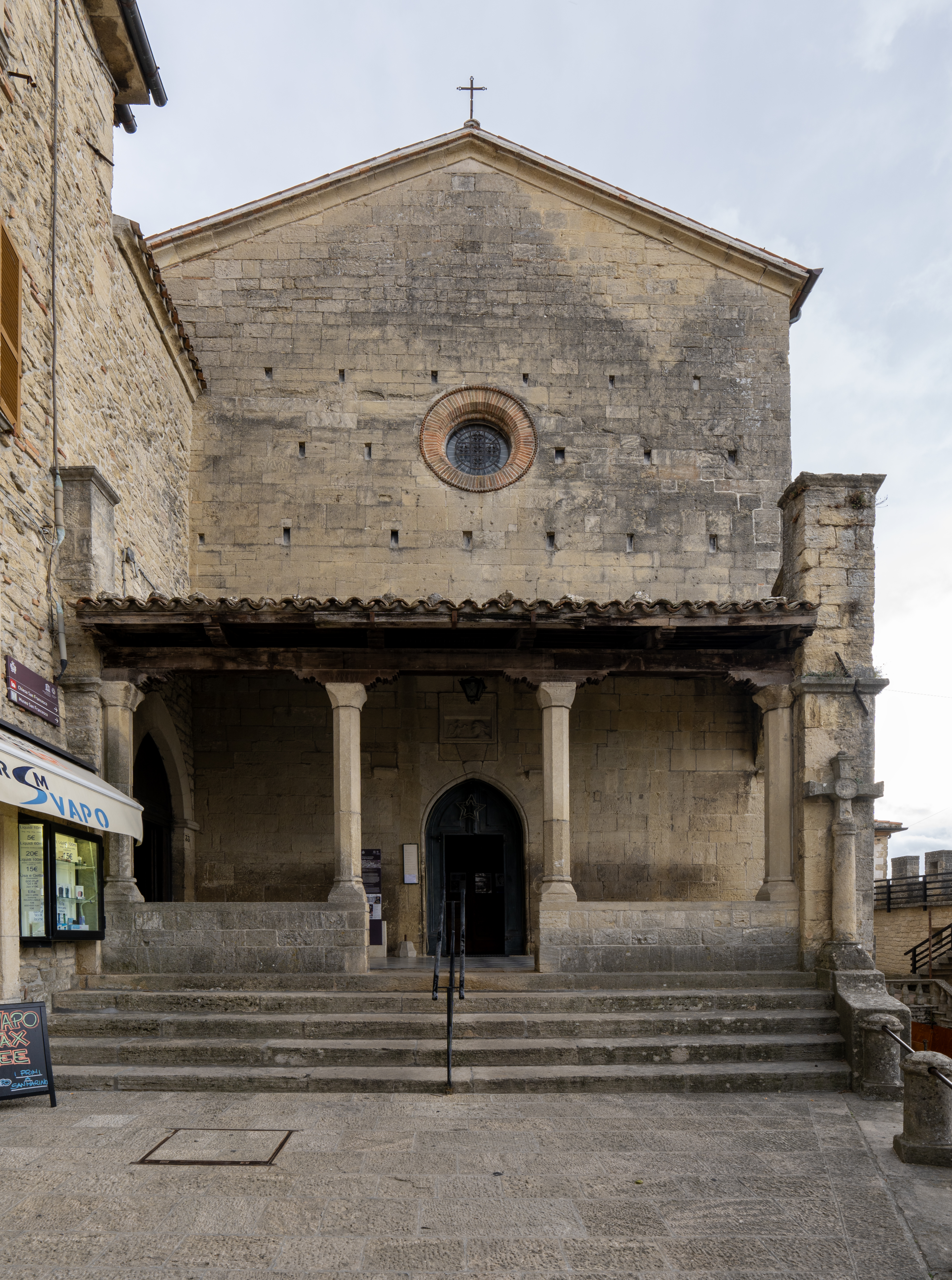
산 프란체스코 교회

산 프란체스코 교회(이탈리아어: Chiesa di San Francesco 키에사 디 산 프란체스코[*])은 산마리노 산마리노 시에 있는 교회이다. 1361년 설립되었다.